# Amanda Holmberg
Amanda Holmberg, född 6 september 1998 är en svensk friidrottare, med specialisering på sjukamp och häcklöpning. 

## Karriär
Holmberg blev trea på 400 meter häck på SM i friidrott 2020. Hon vann senare 400 meter häck på hennes födelsedag vid Finnkampen 2020, där hon slog nytt personligt rekord med 1,44 sekunder och sprang in på tiden 56,98.
I februari 2022 vid inomhus-SM tog Holmberg silver i femkamp med 3 720 poäng.